# Перистиль

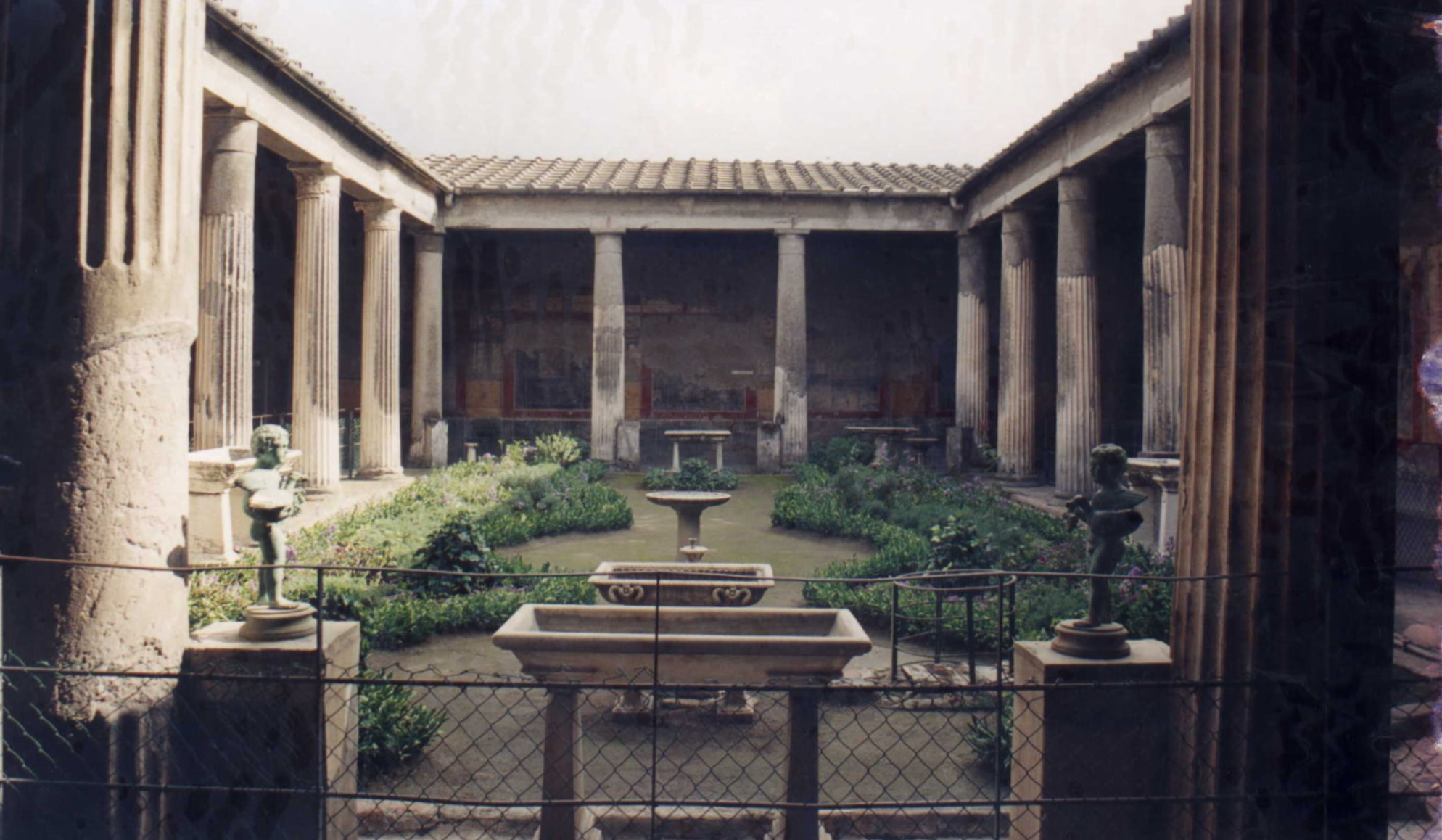
Перистиль домуса, Помпеї, Італія

Перисти́ль (лат. peristylium, дав.-гр. περίστυλος, від περί — «навколо» + στύλος — «колона») — прямокутний двір або сад, площа, зала, оточені з чотирьох сторін критою колонадою.
Перистиль як складова частина давньогрецьких житлових і громадських будівель відомий з 4 ст. до н. е. (дворики в житлових будинках міста Олінф). Широке розповсюдження перистилі отримали в епоху еллінізму (деякі споруди мали по два перестилі) і в Стародавньому Римі.